# اسحق البلاغ
اسحق البلاغ(عبری: יצחק אלבלג) مترجم و فیلسوف یهودی در نیمه دوم سده سیزدهم میلادی در پروانس بود. وی تفسیری برکتاب‌های تهافت‌الفلاسفه و مقاصدالفلاسفه نوشته امام محمد غزالی فیلسوف و دین‌شناس مسلمان، نگاشت؛ این رساله فلسفی اصلاح‌العقاید نام گرفت. در این کتاب، البلاغ علاوه بر انتقاد از غزالی، از فارابی و ابن‌سینا نیز انتقاد کرده‌است. البلاغ، هدف دین و فلسفه را جدا از هم می‌دانست و با این حال هردو را لازم می‌دانست.